# 虾子草
虾子草（学名：Mimulicalyx rosulatus）为玄参科虾子草属下的一个种。其种加词“Rosulatus”意为“莲座状的”。